# 特勒尔旋转
特勒尔旋转（英語：Terrell rotation），或特勒尔效应（英語：Terrell effect），描述了物体接近光速时，观察者所看到的失真的视觉外观。这是一个根据狭义相对论推导计算出的结论。
在长度收缩效应中，物体在运动方向上收缩的现象是由“测量”得到的，考虑的是光同时从物体两端发出的情况；而特勒尔效应考虑的是从高速运动的物体发出的光线同时到达观测者的眼睛时所呈现出的景象。若物体的尺度小于它到观测者眼睛的距离，此物体在高速移动下看起来会像是在旋转。特勒尔效应于1959年被詹姆斯·特勒尔和罗杰·彭罗斯分别独立提出；然而早在1924年，澳大利亚物理学家 Anton Lampa 就已注意到了这个现象。

## 理论细节

在不同速度下，一个立方体的长度收缩测量结果与其视觉外观的比较。观测点被设置在距离立方体四倍棱长，距离立方体底部四分之三棱长的位置。

特勒尔和彭罗斯的论文指出，虽然狭义相对论似乎描述了一种“观测性的收缩（observed contraction）”，但是这种“观测”不应该与物体的视觉外观（visible appearance）相混淆。由于从物体上的不同位置向观测者发出的信号具有不同的时滞效应，正远离观测者的物体視覺上會被壓縮；正靠近观测者的物体視覺上會被伸长；而经过观测者身边的物体視覺上則會被扭曲，像是被旋轉一樣。
此前，一个广为流传的关于狭义相对论的预言是：从观测者看来，（相对观测者）高速运动的物体会看起来在运动方向上收缩（例如球形会收缩成椭球形），但这种说法是错误的。
特勒尔和彭罗斯的论文促成了后续的一系列文章去探索此修正后的推论。这些文章指出了当时关于狭义相对论的一些讨论中所存在的瑕疵。他们并没有去改变狭义相对论的数学结构，而是纠正了关于相对论的一些预言的误解。